# Ichneumon multipictus
Ichneumon multipictus là một loài tò vò trong họ Ichneumonidae.